# Baixa Pombalina

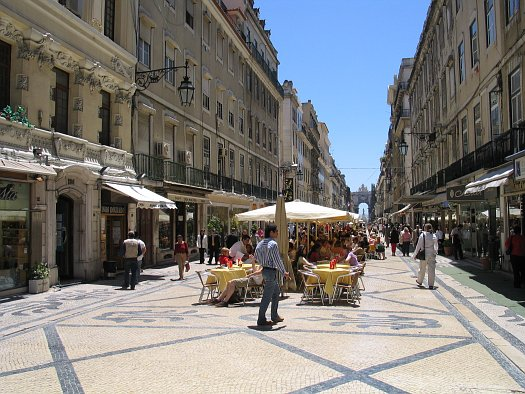
De Rua Augusta in Baixa Pombalina.

De Baixa Pombalina (Lage Pombalina) is een laaggelegen wijk in het centrum van Lissabon. Het ligt ongeveer ten noorden van het plein Praça do Comércio en ten zuiden van het plein Rossio. 
De wijk is gebouwd nadat bijna alle gebouwen bij de aardbeving in 1755 instortten. Het district heeft zijn naam van de toenmalige minister-president Markies van Pombal, een belangrijke figuur in de Portugese Verlichting. 
De straten van het stadsdeel zijn gebouwd in rechte lijnen, niet lijkend op het stratenpatroon vóór de aardbeving. Het staat bekend als een chique buurt met chique winkels. In de zomer zijn er veel toeristen te vinden.
- In 2004 werd de wijk op de lijst van kanshebbers voor plaatsing op de Werelderfgoedlijst gezet.